# Lessard-le-National
Lessard-le-National este o comună în departamentul Saône-et-Loire, Franța. În 2009 avea o populație de 613 de locuitori.

## Evoluția populației
| An        | 1975 | 1982 | 1990 | 1999 | 2006 | 2009 |
| --------- | ---- | ---- | ---- | ---- | ---- | ---- |
| Populație | 227  | 283  | 483  | 547  | 642  | 613  |